# Enemy – Tempest of Violence
Enemy – Tempest of Violence ist ein Computerspiel für Commodore Amiga, das 1997 von Anachronia veröffentlicht wurde. Es handelt sich um ein Action-Adventure für einen oder zwei Spieler. Im Dezember 2013 wurde eine Fortsetzung mit dem Namen Enemy 2 – Missing In Action veröffentlicht.

## Spieldesign

### Spielwelt
Es gilt, insgesamt 34 Levels zu meistern. Der Spieler schlüpft in die Rolle verschiedener Charaktere und muss in jedem Level eine Liste konkret vorgegebener Aufgaben erfüllen. Die Spielumgebung besteht aus Raumschiff-Sektoren, welche wiederum in einzelne, bildschirmgroße Räume unterteilt sind. Auf den Einsatz von Scrolling wurde verzichtet. Der Spieler arbeitet oder kämpft sich von Raum zu Raum vor, löst Aufgabenstellungen und wehrt Angriffe außerirdischer Kreaturen ab. Dabei muss er die oft knapp bemessene Zeit im Auge behalten: läuft der Countdown aus, so gilt die Mission als gescheitert. Vor und nach jedem Level wird er durch einen Informationstext durch den weiteren Handlungsverlauf geführt.

### Hauptmerkmale
Während die Grafik eher schlicht gehalten ist, fällt Enemy durch seinen Detailreichtum auf: herum fliegende Patronenhülsen und Splitter, Verrotten toter Aliens, verschiedene Alienrassen mit jeweils eigenem Charakter und eigenen Waffen, eine 3D-Wirkung erzeugende Schatteneffekte, sowie eine musikalische Untermalung, welche sich den aktuellen Geschehnissen anpasst. Von Level zu Level wird die Handlung weitergeführt und komplexer. Enemy kann sowohl im Alleingang als auch zu zweit im Team-Modus gespielt werden. Hierbei ist für jeden Spieler ein Joystick erforderlich. Manche Aufgabenstellungen sind im Team-Modus verändert, so dass sie nur durch Zusammenarbeit der Spieler zu meistern sind.

### Technik
In technischer Hinsicht wurde das Spiel so konzipiert, dass die Lauffähigkeit auf allen Amiga-Modellen mit mindestens 1 MB RAM gewährleistet war. Die Bildschirmauflösung beschränkt sich auf 320 × 200 Pixel mit zumeist 16 Farben. Als Prozessor wird ein Motorola 68000 vorausgesetzt, die Minimal-Konfiguration der Amiga-Familie.

### Steuerung
Eher außergewöhnliche Wege wurden bei der Steuerung der Spielfigur beschritten: Obwohl eine Vielzahl an Bewegungen und Handlungen möglich sind, genügt für die Steuerung ein Standard-Joystick mit einem Feuerknopf. Die damit durchführbaren Aktionen sind: rennen, schleichen, gleiten, hoch-, weit- und runterspringen, zielen, schießen, die Waffe wechseln, ducken, Granaten scharf machen, Granaten abwerfen, Munition, Waffen und andere Gegenstände aufheben, Geräte an der Wand bedienen, Durchgänge betreten, anderen Protagonisten Anweisungen erteilen, Verletzte mit Medikamenten versorgen sowie Verletzten aufhelfen.
Die Tastatur wird lediglich zum Abbrechen des Spieles, zum Aufrufen des Hilfesystems und zum Aktivieren der Pausefunktion benötigt.

## Handlung

### Vorgeschichte
Enemy spielt in einer nahen Zukunft. Nach der Entdeckung dreier sonderbarer Flugobjekte in der Nähe des Mars wird 2031 eine Forschungsmission gestartet. Zweihundert Wissenschaftler betreten die fremden, scheinbar längst verlassenen Raumschiffe. Doch diese entpuppen sich als tödliche Falle: Reptilienartige Wesen fallen erbarmungslos über die Crew her. Von den Sicherheits-Staffeln überlebt nur eine einzige. An dieser sechsköpfigen Truppe liegt es nun, im Alleingang eine groß angelegte Rettungsmission durchzuführen. Dabei sehen sich die Menschen nicht nur einer fürchterlichen und gnadenlosen Übermacht gegenüber. Auch die Zeit arbeitet gegen sie. Die drei Schiffe aktivieren ihre Triebwerke und das von den Menschen gesandte Rettungsschiff hat zunehmend Mühe, ihnen zu folgen.

### Levels 1–10
Der Spieler bekommt zunächst die Aufgabe, nach vermissten Wissenschaftlern zu suchen und diese mit Medikamenten zu versorgen. Erste Feuergefechte mit den Außerirdischen nehmen schon bald an Intensität zu. In weiteren Missionen müssen die Triebwerke der fremden Schiffe sabotiert werden, damit das zu Hilfe eilende Rettungsschiff nicht abgehängt wird. Unerwartet stellt sich eines der fremden Wesen gegen seine Artgenossen und hilft den Menschen.
Am Ende der Episode kommt es zu einer tragischen Wendung: während der Evakuierung der Wissenschaftler wird das Rettungsschiff abgeschossen. Nun sitzen die Menschen auf den fremden Schiffen fest.

### Levels 11–20
Die letzte Hoffnung der Menschen ruht nun auf dem sonderbaren Überläufer. Mit seiner Hilfe gelingt es, eine auf den Schiffen gefangen gehaltene neue Rasse zu befreien und sich damit weitere Verbündete zu sichern. Nachdem ein Versuch, mit einer Anführerin der Feinde zu verhandeln, scheitert, verschanzen sich alle Überlebenden in einem Sektor und bauen diesen behelfsmäßig zu einer Festung aus. Den Verbündeten gelingt es, einen Hilferuf abzusenden: Ein neues Schiff ist nun unterwegs, neue Hoffnung auf Rettung keimt auf. Nun gilt es, alle Geschütze der fremden Schiffe unbrauchbar zu machen.

### Levels 21–34
Das gerufene Schiff erreicht die Szenerie und dockt an einem der fremden Schiffe an. Die Menschen müssen jedoch bald feststellen, dass es sich bei den Neuankömmlingen um Piraten handelt. Zunächst bekämpfen sich nun drei verschiedene Parteien gegenseitig, dann aber gelingt es, mit den Neuankömmlingen einen Pakt zu schließen. Die Allianz macht sich nun daran, eines der gegnerischen Schiffe zu erobern. Es kommt zu heftigen Kämpfen, wobei mal diese, mal die andere Seite die Oberhand gewinnt. Schließlich gelingt es den Menschen, eines der Schiffe in ihre Hand zu bekommen. Doch kaum ist dies geschehen, erreicht ein gigantisches neues Raumschiff den Ort des Geschehens, das Schicksal der Menschen bleibt ungewiss.

## Vorbilder und Inspiration
Das Konzept, mit einer Spielfigur Raum um Raum eine verwinkelte unbekannte Welt zu durchqueren und dabei Aufgaben und Probleme zu meistern, wurde durch den Amiga-Klassiker Prince of Persia inspiriert. Auch die Unterteilung der Räume in verschiedene Plattform-Ebenen wurde von diesem Spiel übernommen.
Vorbild für die zunehmend härteren Feuergefechte in langen, engen Gängen war das Amiga-Spiel Persian Gulf Inferno (in Deutschland unter North Sea Inferno bekannt).
Für die Idee, im Verlaufe der Levels eine eigentliche, fortschreitende Geschichte zu erzählen, die in einer fremdartigen Welt spielt, stand der Klassiker Another World Pate.
Im Spiel finden sich zudem Elemente aus den Filmen Alien und Aliens – Die Rückkehr wieder: Alien-Eier und -Königinnen sowie unvermittelt aus Boden und Decke brechende feindselige Außerirdische.

## Kritiken
„Obwohl Enemy in grafischer Hinsicht nur passables Mittelmass darstellt, so wird man sehr schnell vom Spielablauf gefesselt. Jeder Level enthält neue Aufgaben, manchmal entscheidet Feuerkraft, manchmal aber auch Taktik und Geschick. So muss gut gemachte Unterhaltung aussehen!“